# Taky Ferenc
Taky Ferenc (Kaposvár, 1905. március 5. – Budapest, 1968. szeptember 29.) magyar villamosmérnök (oklevele szerint elektrotechnikai tagozatú gépészmérnök), egyetemi tanár, 1949–57 között a Budapesti Műszaki Egyetem Gépészmérnökkari Elektrotechnika Tanszékének alapítója és első vezetője, dékánhelyettes. 1956-ban az egyetem forradalmi tanácsának elnöke lett, emiatt 1957-ben leváltották és eltávolították a felsőoktatásból. Ezután ipari és villamos biztonságtechnikai vállalatoknál dolgozott. 1964-től a Veszprémi Vegyipari Egyetem oktatója, 1965-től a műszaki tudományok doktora lett. 1966-tól haláláig a Fővárosi Elektromos Művek tanácsadója maradt.

## Életpályája
Édesapja villanyszerelő volt, a család az új kaposvári villanytelep közelében, az Erzsébet úton (a mai Noszlopy Gáspár utcában) lakott.
Gépészmérnöki oklevelét 1927-ben szerezte a Királyi József Műegyetem Gépészmérnöki Osztályának (a későbbi Gépészmérnöki Karnak) elektrotechnikai tagozatán. (A villamosmérnöki ismereteket 1949-ig, az önálló Villamosmérnöki Kar kiválásáig itt, a Gépészmérnöki Osztályon ill. Karon oktatták).
1927 és 1929 között a Műegyetem Gépészmérnöki Osztályának Műszaki Mechanikai Tanszékén kapott tanársegédi állást. Ezzel egy időben Paulay László műszaki és elektrotechnikai vállalatánál dolgozott  villanyszerelőként. 1929-ben a Budapest Székesfőváros Elektromos Művei Rt.-hez (BSZEM) szerződött, először a Kábelosztályon, majd Szervezési és Ellenőrzési Főosztályon dolgozott beosztott mérnöki minőségben. 1941-ben a BSZEM főmérnöke, és az elektromos próbaterem helyettes vezetője lett, egészen 1945-ig.
1945 után a Műegyetem Villamos Művek és Vasutak Tanszékén lett adjunktus, Verebélÿ László professzor meghívására. 1948-ban ugyanitt intézeti tanári kinevezést kapott. 1949-ben az Elnöki Tanács 1949/15. számú törvényerejű rendeletével megalakította a Budapesti Műszaki Egyetemet, a Gépészmérnöki Karának elektrotechnikai tagozatából ugyanekkor alakították meg az új Villamosmérnöki Kart (mai nevén Villamosmérnöki és Informatikai Kart).
Az új Villamosmérnöki Karon új szakmai tanszékeket alakítottak ki. A Gépészmérnöki Kar számára egy új önálló („Gépészkari”) Elektrotechnika Tanszéket hoztak létre, ennek megalapításával, megszervezésével, felépítésével és vezetésével Taky Ferencet bízták meg, docensi státusban. 1952-ben tanszékvezető egyetemi tanárrá nevezték ki. Szakmai és tudományos munkássága keretében elektromos vezetékszerkezetek és készülékek vizsgálatával, érintésvédelmi problémák kutatásával, a világítóberendezések tervezésének és a világítástechnika tudományának kérdéseivel, és (Sváb Jánossal együttműködve) a felvonók villamos meghajtó és biztonsági berendezéseivel foglalkozott. Nevéhez fűződik a Budapest Liszt Ferenc nemzetközi repülőtér elektromos repülésbiztosító berendezéseinek tervkoncepciója, és az első megbízható működésű feszültségvédő relé kifejlesztése. Úttörő eredmlnyeket érte le a magyarországi színdinamikai kutatásokban. Új típusú megvilágításmérő műszert (köznyelven „luxmérőt”) fejlesztett ki. Szaktudása, kiváló előadói stílusa és közvetlen és őszinte habitusa révén rövid idő alatt a Műegyetem egyik legnépszerűbb oktatójává vált mind hallgatói, mind oktatótársai körében. A Gépészmérnöki Kar dékánhelyettesévé is megválasztották.

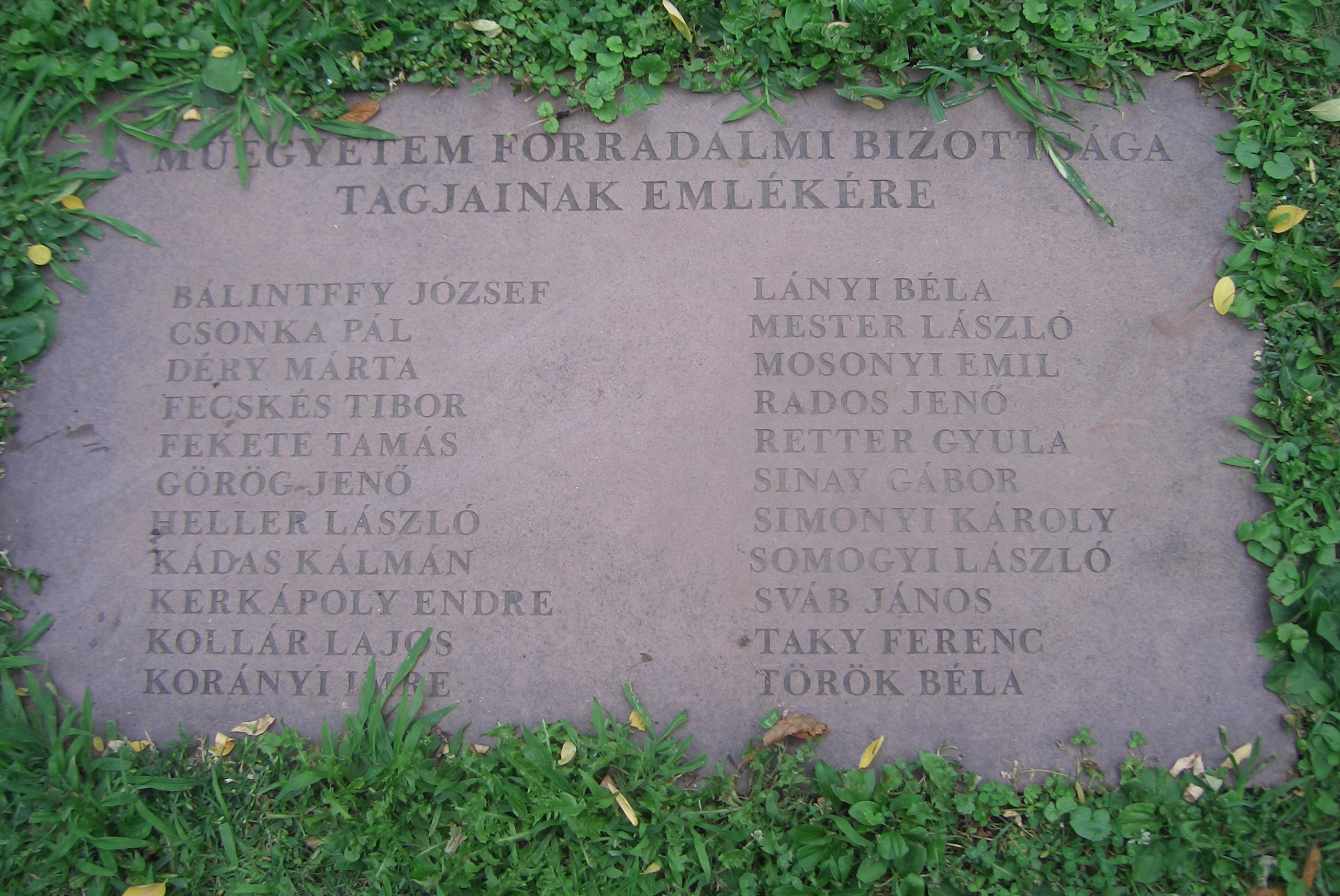
Neve a forradalmi bizottság tagjainak emléktábláján, a Műegyetemen

Az 1956-os forradalom napjaiban összeült a Műegyetem oktatói nagygyűlése, amelyen részt vettek a hallgatók forradalmi csoportjainak képviselői is. Október 31-én megalakult a Műegyetem ideiglenes forradalmi bizottsága, melynek elnökévé egyhangúlag Taky professzort választották. Tanársegédje, Fekete Tamás lett a bizottság egyik titkára. November 4-én a Műegyetemet szovjet csapatok szállták meg, 1956 novemberében a forradalmi bizottságot feloszlatták. 1957. január 12-én még újjáalakult a BME vezetősége. Gillemot László maradt a rektor, egyik helyettesévé Taky Ferencet választották. Gillemot rektori megbízatását a minisztériumban ekkor még jóváhagyták (őt később váltották le), Taky személyét azonban visszautasították. Fokozatosan megkezdődött a forradalom alatt demokratikusan megválasztott vezetők kiszorítása és felelősségre vonása.
1957 tavaszán megindultak az forradalomban szerepet vállalt oktatókkal és hallgatókkal szembeni fegyelmi vizsgálatok. Az 1967 júniusában meghozott fegyelmi határozat szerint Taky még csak szigorú megrovást kapott, és le kellett mondania dékánhelyettesi tisztségéről. 1957 decemberében azonban (már Gillemot rektor leváltása után) őt is leváltották tanszéke éléről, és több tanártársával (Mosonyi Emillel, Csonka Pállal, Dékány Sándorral és másokkal) együtt eltávolították a Műegyetemről. A Gépészkari Elektrotechnika Tanszék új vezetőjévé Lukáts Miklós docenst nevezték ki.
Takyt az Erőmű Tervező Vállalathoz (Erőtervhez) helyezték, rövid ideig a vállalat vezető szakértőjeként működött, de 1958 januárjában innen is áthelyezték a SZOT Munkavédelmi Tudományos Kutató Intézetéhez, itt dolgozott 1960-ig tudományos főmunkatársként, majd az Elektromos Osztály vezetőjeként 1964-ig. Ekkor engedélyezték, hogy visszatérhessen a műszaki felsőoktatásba. 1964-től a Veszprémi Vegyipari Egyetem Géptani Tanszékén docensi kinevezést kapott és az Elektrogépek Tanszéki Csoport vezetője lett.
1965-ben a műszaki tudományok doktorává avatták. 1966-tól egy éven át a Budapesti Elektromos Művek tudományos főmunkatársa lett, majd 1967-től a Vegyi- és Robbantástechnikai Kutató Intézet műszaki tanácsadójaként dolgozott 1968-ban bekövetkezett haláláig. A Farkasréti temetőben nyugszik.
Az általa felépített Gépészmérnökkari Elektrotechnika Tanszék 1996-ig működött. Harmadik, utolsó vezetője 1976-tól Nagy István professzor volt. 1996-ban a tanszéket megszüntették és beolvasztották a Villamosmérnökkari Automatizálási Tanszékbe.

## Emlékezete
- 1990 után egykori munkahelyén, a Gépészkari Elektrotechnika Tanszék előterében, a Műegyetem F. épületében, bronz plakettes emléktáblát állított tiszteletére (a tábla felirata szerint) „néhány munkatársa”.
- 2016-ban szülővárosában, gyermekkorának színhelyén, a kaposvári Noszlopy Gáspár utca 5. szám alatt felavatták emléktábláját, Rosta István tudománytörténész, Szita Károly polgármester és Balás Béla megyéspüspök jelenlétében.[1][8]

## Művei
- Világítási berendezések szerelése (Bp., 1943);
- Üzemi elektrotechnika IV. éves textilgépészhallgatók részére; egyetemi jegyzet
- Épületek villamos berendezései. Épületgépészet 2., egyetemi jegyzet, 1951
- Elektrótechnika 1. és 2., egyetemi jegyzet
- Építőipari elektrotechnika 1., III. éves mérnök- és III. éves építészmérnök hallgatók részére
- Elektrotechnika.; III. éves mérnök- és építészmérnökhallgatók részére : egyetemi jegyzet.
- Transzformátorállomások szerelése, 1953
- A fokozott anyagtakarékosság elve a vezeték méretezésénél : Villamosberendezések egyidejűségi tényezője, 1951, 1952, 1954.
- Villámcsapások elleni védelem újabb kérdései, 1954.
- Gyárüzemek villamos energiaellátásának néhány kérdése, 1954.
- Az elektromosság biztonságtechnikája, 1960.
- Ipari világítástechnika, 1961.
- Nagyipari létesítmények érintésvédelme, 1965.
- A világítástechnika alapjai (Bp., 1967).

## Kapcsolódó információk
- Taky Ferenc. Magyar Életrajzi Lexikon. Magyar Elektronikus Könyvtár (mek.oszk.hu). (Hozzáférés: 2020. március 19.)
- Kovács Károly Pál. „Dr. Taky Ferenc (nekrológ)”. Elektrotechnika 1968 (10–11).
- Vidovszky Ágnes, Perneczky László. „Fény és árnyék - Taky Ferenc professzor születésének centenáriumára”. Elektrotechnika 2005 (04), 121-122. o.
- Vidovszky Ágnes, Perneczky László. „Taky Ferenc professzor születésének centenáriumára”. Mérnök újság 2005 (05).
- Antal Ildikó. „Az elektrotechnika nagy alakjai. Eisler János és Taky Ferenc” (pdf). Elektrotechnika 2008 (02), 19. o. (Hozzáférés: 2020. március 20.)
- Veszprém Megyei Életrajzi Lexikon. ekmk.hu. (Hozzáférés: 2021. szeptember 14.)